# الشهابية (الأحساء)
الشهابية حي في الهفوف في المنطقة الشرقية في المملكة العربية السعودية.

## الموقع
يقع حي الشهابية في مدينة الهفوف بمحافظة الأحساء جنوب طريق العجير وشرق طريق الملك عبد الله، كما يحده من ناحية الشمال حي البصيرة، ومن ناحية الغرب حي الروضة. يبعد حي الشهابية عن العاصمة الرياض 326 كم.

## النقل
يمر بجانبها طريق العقير وطريق الملك عبد الله وطريق أبي ذر الغفاري.

## المرافق
يتميز هذا لحي بعدد كبير من المساجد حيث يوجد في الحي فقط 5 مساجد هم: مسجد أبن الحاجب، مسجد السلام، ومسجد سالم التركين ومسجد سالم التركي وحرمه، ومسجد أم المؤمنين عائشة بنت أبي بكر الصديق ( رضي الله عنهما )، والبريد السعودي ومدرسة السادسة عشر الثانوية، ومدرسة الثامنة الثانوية، الابتدائية الثالثة والأربعون بالهفوف، الروضة الثامنة بالهفوف، ومحطة منار طيبة للمحروقات، وصراف بنك الجزيرة، وبرج شركة زين للاتصالات، ومركز فوز للتسويق.